# Martino I d'Aragona
Martino di Aragona, detto l'Umano (l'Humà) o l'Ecclesiastico (Gerona, 29 luglio 1356 – Barcellona, 31 maggio 1410), è stato re di Aragona, Valencia, Sardegna e Maiorca, re titolare di Corsica, conte di Barcellona, Rossiglione, Cerdagna ed Empúries dal 1396 al 1410, primo duca di Montblanc dal 1387 al 1396. Fu anche re di Sicilia (come Martino II di Sicilia, anche Martino II di Trinacria o Martino il Vecchio) dal 1409 al 1410. Fu l'ultimo discendente della Casa di Barcellona, la linea maschile legittima dei "conti-re" discendenti da Goffredo il Villoso, a regnare sull'Aragona.

## Origini familiari
Era figlio secondogenito del re di Aragona, di Valencia, di Maiorca, di Sardegna e di Corsica e conte di Barcellona e delle altre contee catalane Pietro IV il Cerimonioso, e della sua terza moglie, Eleonora di Sicilia.

## Biografia

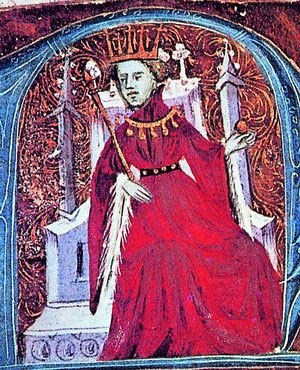
Il re Martino il Vecchio

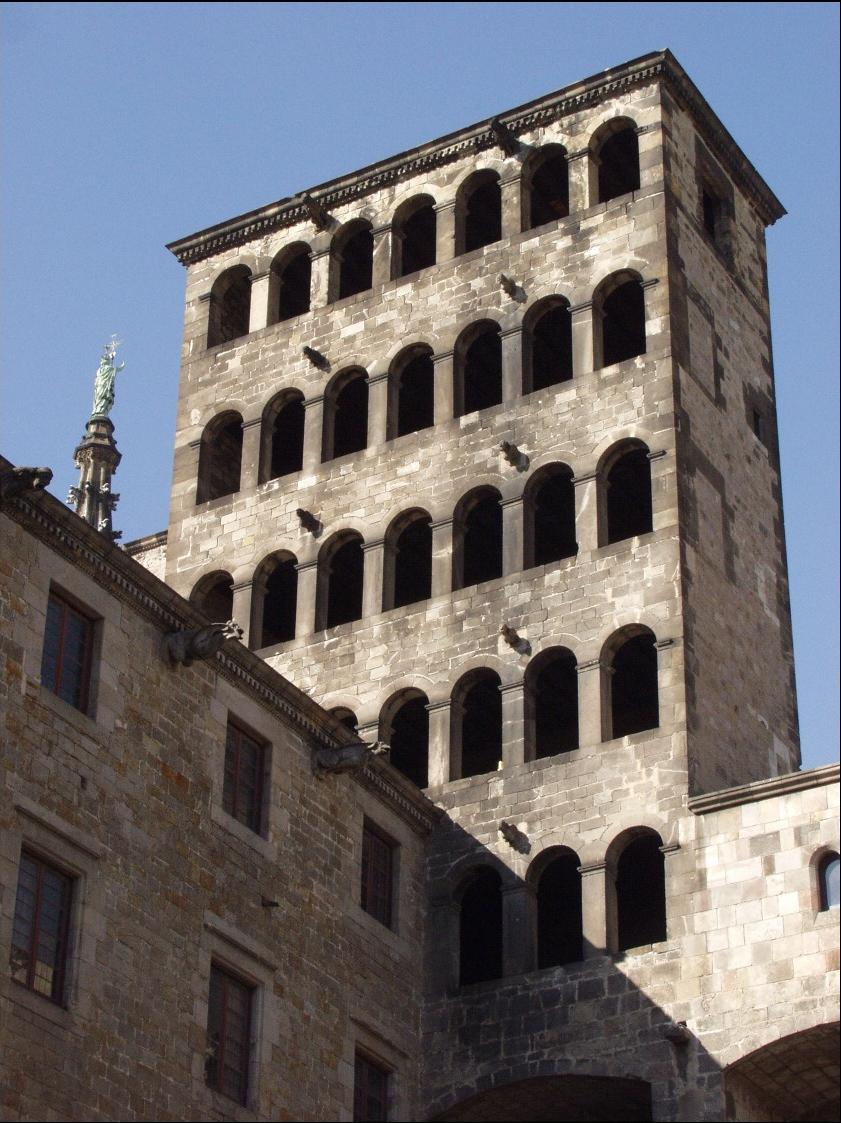
La piazza del Re a Barcellona, la residenza dei conti di Barcellona dal XIII secolo. Questa torre è detta di Martino I.

Martino nacque nel 1356 a Gerona o forse a Perpignano. Il padre lo designò conte di Besalú. Nel 1368 fu nominato siniscalco della Catalogna. Il 13 giugno 1372, a Barcellona, Martino sposò Maria de Luna, figlia del conte de Luna e signore di Segorbe (Castellón), don Lope, e di Brianda d'Agaout.

### Reggente di Sicilia
Nel 1378, il padre lo nominò signore e reggente della Sicilia, la cui regina, Maria di Sicilia, cugina di Martino, era ancora in minor età (il padre di Maria, Federico IV di Sicilia, era morto nel 1377). Dato che il fratello maggiore di Martino ed erede al trono Giovanni era rimasto vedovo in quello stesso 1378 il padre, Pietro IV, che aveva l'obiettivo di estendere i domini della Corona d'Aragona anche sulla Sicilia, spinse Giovanni a sposare la regina di Trinacria Maria di Sicilia, affinché non sposasse il duca di Milano Giangaleazzo Visconti, con cui i notabili siciliani erano in contatto; ma Giovanni rifiutò, obbligando Pietro IV a intervenire in Sicilia.
Il testamento della sorellastra Giovanna, contessa di Empúries (Infantissa Johanna…Petri…Regis Aragonum filia, consorsque…domini Johannis comitis Impuriarum), datato 12 agosto 1384, dove chiedeva di essere sepolta nel monastero di Santa Maria di Poblet (in Monasterio Poupuleti), nominava esecutori Martino con il padre ed il fratello Giovanni (Dominum Regem patrem nostrum…infantem Johannem ducem Gerunde et comitem Cervarie fratrem nostrum et…infantem Martinum fratrem nostrum).
In quanto principe cadetto della famiglia reale aragonese, a Martino fu assegnato il Ducato di Monblanch dal fratello salito sul trono di Aragona come Giovanni I, molto probabilmente, nel 1388, dopo la morte di Giacomo, l'unico figlio maschio ancora in vita di Giovanni I. Il figlio di Martino, Martino il Giovane, di circa diciassette anni, nel 1391 fu fatto sposare con la non più giovane regina di Sicilia.
La Sicilia (o regno di Trinacria) era perciò destinata a perdere l'indipendenza e divenire un feudo dei discendenti di Martino. Martino il Giovane, unico figlio ancora in vita di Martino il Vecchio, infatti, dopo il matrimonio, lasciò l'Aragona e, arrivato a Palermo, fu incoronato, assieme a Maria, re di Sicilia, divenendo Martino I di Sicilia. I siciliani non gradivano troppo il matrimonio aragonese (anche perché esso era stato celebrato dall'antipapa Clemente VII e i siciliani erano sostenitori del papa Urbano VI e poi del papa Bonifacio IX) e, guidati dalla famiglia Alagona, si ribellarono già nel 1392 e da quella data si opposero alla autorità aragonese.
Martino il Vecchio, nello stesso 1392, fu inviato in Sicilia a capo di una spedizione (che era stata organizzata per intervenire in Sardegna, ma durante il viaggio fu dirottata in Sicilia) per aiutare il figlio, Martino il Giovane e la regina Maria. L'arrivo di Martino il Vecchio in Sicilia portò alla conquista di Trapani e Palermo, ma non riuscì a sconfiggere gli oppositori, che resistettero sino al 1398, anno in cui ritornò la pace e il figlio e la nuora poterono governare nuovamente tutta l'isola.

### L'ascesa al trono d'Aragona
Nel 1396 Martino successe al fratello maggiore Giovanni I (morto senza figli maschi viventi) sul trono di Aragona. Al momento della successione Martino si trovava in Sicilia, a causa della rivolta della nobiltà, e sua moglie, Maria di Luna, aveva reclamato il trono in suo nome e aveva agito quale sua rappresentante, in attesa del suo ritorno. Martino il Vecchio poté rientrare in Aragona solo nel 1397; ciò nonostante, il suo arrivo ritardato fu all'origine di tensioni e problemi per la stabilità del regno. Il suo diritto al trono venne infatti contestato dal conte di Foix, Matteo (1363-1398), a nome di sua moglie Giovanna, figlia maggiore di Giovanni I di Aragona.
Matteo, approfittando dell'assenza di Martino, nel 1396 tentò di invadere l'Aragona, ma Maria, con l'aiuto del conte di Urgell Pietro II, riuscì a frenare l'attacco, che fu fermato e respinto: l'invasione del regno fu un insuccesso e, dopo il suo arrivo, Martino I convocò Giovanna e Matteo in un'assemblea a Barcellona e confiscò loro tutti i domini del conte di Foix, ossia la contea di Foix e le viscontee di Béarn e di Castellbó. Dopo la morte, senza figli, di Giovanna (1407), fu la sorellastra, l'altra figlia di Giovanni I ancora in vita, Iolanda di Aragona (che, nel 1404, aveva sposato Luigi II d'Angiò, conte di Provenza e re titolare di Napoli) a reclamare il trono dallo zio, e lo stesso poi fecero i suoi figli.
Il 13 ottobre del 1397 Martino il Vecchio, a Saragozza, giurò sui fueros, come era stato stabilito da suo padre, Pietro IV, e il 13 aprile del 1399, nella stessa città, fu incoronato re. Martino promosse crociate contro i Mori in Nordafrica nel 1398 e nel 1399. Alla morte del conte di Empúries Pietro d'Aragona (circa 1380- circa 1402) la contea fu incamerata nella Corona d'Aragona da Martino I il Vecchio.
Perdurando nella chiesa cattolica il grande scisma, Martino e la corona d'Aragona, assieme a Castiglia, Navarra e Scozia, furono i più calorosi sostenitori del nuovo antipapa Benedetto XIII, Pedro Martínez de Luna, parente di sua moglie, che era stato eletto papa il 28 settembre 1394; quando, abbandonato dai francesi, il papa de Luna era praticamente assediato nel suo palazzo di Avignone, Martino con le sue truppe, nel 1403, lo andò a liberare e lo condusse sano e salvo nel palazzo dei de Luna a Peñíscola (Valencia).

### Campagna sarda
Gli Aragonesi avevano cercato di sottomettere la Sardegna fin dal regno di Giacomo II e, alleati con il Giudicato d'Arborea, avevano gradualmente conquistato parte dell'isola. Ma negli anni Cinquanta del '300, durante i regni di Pietro IV e poi di Giovanni I, il Giudicato di Arborea ruppe l'alleanza e mosse guerra alla corona d'Aragona, sotto la guida dei sovrani Mariano IV di Arborea e poi dei figli, Ugone III de Bas-Serra ed Eleonora d'Arborea, reggente per i propri figli, Federico e Mariano Doria-Bas; dopo un conflitto lungo e sanguinoso gli arborensi riuscirono a unire sotto la propria bandiera tutta l'isola, lasciando in mano ai regnicoli solamente le città portuali di Cagliari e di Alghero, allo stremo della loro resistenza.
Re Martino il Vecchio, dopo la morte di Eleonora e cinque anni dopo quella del giovane sovrano Mariano V, approfittando della grave crisi di successione aperta tra i pretendenti al trono, chiese al figlio Martino il Giovane di riconquistare l'isola. Martino il Giovane arrivò sull'isola nell'ottobre del 1408. Nello stesso tempo nel mese di dicembre fu chiamato in Sardegna dalla corona de logu il visconte di Narbona, Guglielmo III, nipote di Beatrice d'Arborea, secondogenita di Mariano IV e sposa di Aimerico VI di Narbona, il quale fu incoronato giudice il 13 gennaio a Oristano. Falliti i tentativi di raggiungere un accordo diplomatico con Guglielmo III, il conflitto si riaccese violentemente e il 30 giugno del 1409, nelle campagne vicino al borgo fortificato di Sanluri fu combattuta una cruenta battaglia, ricordata come la battaglia di Sanluri, il 4 luglio 1409, si arrese agli aragonesi anche Villa di Chiesa (l'odierna Iglesias).
Venticinque giorni dopo la battaglia, però, Martino il Giovane morì di malaria a Cagliari. Il 17 agosto l'esercito giudicale respinse un violento attacco contro Oristano per opera dei Moncada. Il giorno successivo Pietro Torrelles guidò i regnicoli nel sanguinoso scontro che si svolse nella piana tra Sant'Anna, Fenosu e Santa Giusta, ricordato come la Seconda Battaglia (Segunda Battalla). Gli aragonesi furono respinti e rimasero intrappolati nelle paludi subendo ingenti perdite. Secondo fonti iberiche la battaglia fu cruenta e rimasero sul campo 6.536 morti. A distanza di un mese e mezzo dalla disfatta di Sanluri le sorti della guerra erano ancora incerte. Gli arborensi continuarono a resistere e passeranno sette mesi prima che Pietro Torrelles espugni i castelli di Monreale, di Marmilla e di Gioiosaguardia, scardinando così le loro difese. Cadute queste roccaforti si aprivano le porte per la conquista di Oristano. Dopo aver ricevuto ingenti rinforzi, il 25 marzo 1410, l'abile comandante aragonese partiva dalla fortezza di Sanluri verso la capitale arborense.
Evitando le fatali paludi e gli stagni di Fenosu e Santa Giusta si diresse verso Bosa, centro strategico e porto commerciale di vitale importanza per l'Arborea. La città si difese strenuamente prima di arrendersi. La sua caduta permise ai regnicoli di puntare con tutte le forze verso Oristano. Le vicende dell'assedio della capitale restano un punto molto dibattuto dagli storici perché inspiegabilmente, senza combattere, Il 29 marzo del 1410, il giudice reggente Leonardo Cubello firmò con il luogotenente Pietro de Torrelles la pace di San Martino fuori le mura di Oristano cedendo la capitale e gran parte del territorio giudicale, il Cubello venne investito da Martino il Vecchio del titolo di Marchese di Oristano.

### Re di Sicilia
Nel 1409 Martino I di Aragona, alla morte del figlio, Martino il Giovane (Martino I di Sicilia), che era vedovo di Maria di Sicilia (con la morte di Maria di Sicilia si ebbe l'estinzione della linea diretta della casa di Aragona-Sicilia), divenne il primo pretendente al trono di Sicilia, in quanto figlio di Eleonora di Sicilia (Leonora di Trinacria), che era la zia di Maria, ossia la sorella di suo padre. Martino il Vecchio divenne quindi anche re di Sicilia con il nome di Martino II di Sicilia. Con la morte di Martino il Giovane, e con il trono che passò a suo padre, che regnò come Martino II, la Sicilia rimaneva in mano alla dinastia dei conti-re. La Sicilia diventava però un viceregno, perdendo l'indipendenza che aveva conquistata con la rivolta dei Vespri.
Dopo la morte del figlio legittimo, re Martino nominò il marito della sua sorellastra Isabella, il conte di Urgell Giacomo II, discendente in linea maschile da Alfonso IV il Benigno, e quindi il più prossimo della Casa Reale di Aragona, governatore generale di tutti i domini della corona d'Aragona, posizione che apparteneva tradizionalmente al presunto erede al trono.

Inoltre, sempre nello stesso anno, Martino si sposò, in seconde nozze, con Margherita di Prades (1395-1422), figlia di Pietro di Prades, barone di Entença (discendente diretto di Giacomo II il Giusto) e di Giovanna di Cabrera. Complessivamente, la Corona d'Aragona godette della pace esterna durante il regno di Martino ed egli lavorò per sedare le lotte interne causate dalle rivolte dei nobili e dal banditismo.
Morto senza eredi re Martino il Vecchio nel 1410, con il Compromesso di Caspe del 1412 si sarebbe poi deciso che sovrano della corona d'Aragona e re di Sicilia sarebbe stato Ferdinando el de Antequera, figlio secondogenito del re di Castiglia e Leòn Giovanni I di Trastámara e della sua prima moglie, Eleonora d'Aragona della casa di Barcellona (figlia di re Pietro IV di Aragona e della sua terza moglie, Eleonora di Sicilia).

### Morte e successione
Martino morì nel monastero di Valldonzella, fuori dalle mura della città di Barcellona, il 31 maggio 1410. Non sono chiare le ragioni del decesso: il cronista rinascimentale Lorenzo Valla avanzò le ipotesi della peste, dell'uremia (il re soffriva di una grave obesità che danneggiava la sua salute) e dell'avvelenamento. Alcune fonti riportano invece che sia morto a causa di una combinazione di dispepsia e incontrollabili risate, causategli da una barzelletta raccontata da Borra, il giullare di corte.
Quando Martino perì, i suoi discendenti legittimi (nati dal matrimonio con la regina Maria) erano già tutti deceduti; egli non aveva avuto nessun figlio dalla seconda moglie, Margherita di Prades e aveva revocato, per le pressioni del vescovo di Saragozza, il titolo di governatore a Giacomo II di Urgell e non aveva ancora portato a termine la pratica di riconoscimento di suo nipote Federico di Luna, conte di Luna, figlio illegittimo di Martino il Giovane e della sua amante Tarsia Rizzari di Catania; seguì perciò un periodo di incertezza, detto "l'interregno", che durò due anni e che, essendo l'opinione pubblica molto divisa tra i vari pretendenti (cinque: oltre ai due su menzionati vi erano Alfonso d'Aragona, duca de Gandia, nipote, per linea maschile, di Giacomo II il Giusto; Luigi III d'Angiò, duca di Calabria, nipote, attraverso sua madre, Iolanda di Aragona, di Giovanni I di Aragona; Ferdinando di Trastamara, el de Antequera, figlio di Eleonora d'Aragona, sorella di Martino il Vecchio), portò l'Aragona sull'orlo della guerra civile.
Le Cortes di Catalogna, di Valencia e d'Aragona decisero per un arbitrato, nominarono tre rappresentanti per regno, trascurando però di invitare i rappresentanti di Maiorca, Sicilia e Sardegna: i nove delegati scelsero tra i cinque pretendenti e, con il Compromesso di Caspe, del 1412, decisero che sarebbe stato sovrano della corona d'Aragona e re di Sicilia Ferdinando el de Antequera, infante del castigliano casato di Trastámara.

## Discendenza
Martino da Maria di Luna ebbe quattro figli:
- Martino il Giovane (1374-1409), sposò nel 1391 la regina di Sicilia, Maria di Sicilia e nel 1402 Bianca di Navarra
- Giacomo d'Aragona (1378-?), morto giovane
- Giovanni d'Aragona (1380-?), morto giovane
- Margherita d'Aragona (circa 1385-?), morta giovane

Da Margherita di Prades non ebbe invece figli.

## Ascendenza
|                        |                        |                            | Genitori                      |  |  | Nonni |  |  | Bisnonni             |  |  | Trisnonni            |  |
|                        |                        |                            |                               |  |  |       |  |  | Giacomo II d'Aragona |  |  | Pietro III d'Aragona |  |
|                        |                        |                            |                               |  |  |       |  |  | Giacomo II d'Aragona |  |  | Pietro III d'Aragona |  |
|                        |                        | Costanza di Sicilia        |                               |  |  |       |  |  | Giacomo II d'Aragona |  |  |                      |  |
| Alfonso IV di Aragona  |                        |                            |                               |  |  |       |  |  | Giacomo II d'Aragona |  |  |                      |  |
|                        |                        | Bianca di Napoli           | Carlo II d'Angiò              |  |  |       |  |  |                      |  |  |                      |  |
|                        |                        | Bianca di Napoli           | Carlo II d'Angiò              |  |  |       |  |  |                      |  |  |                      |  |
|                        |                        | Bianca di Napoli           | Maria Arpad d'Ungheria        |  |  |       |  |  |                      |  |  |                      |  |
| Pietro IV di Aragona   |                        | Bianca di Napoli           |                               |  |  |       |  |  |                      |  |  |                      |  |
|                        |                        | Gombaldo di Entenza        | …                             |  |  |       |  |  |                      |  |  |                      |  |
|                        |                        | Gombaldo di Entenza        | …                             |  |  |       |  |  |                      |  |  |                      |  |
|                        |                        | Gombaldo di Entenza        | …                             |  |  |       |  |  |                      |  |  |                      |  |
| Teresa di Entenza      |                        | Gombaldo di Entenza        |                               |  |  |       |  |  |                      |  |  |                      |  |
|                        |                        | Costanza di Antillón       | Sancho di Antillón            |  |  |       |  |  |                      |  |  |                      |  |
|                        |                        | Costanza di Antillón       | Sancho di Antillón            |  |  |       |  |  |                      |  |  |                      |  |
|                        |                        | Costanza di Antillón       | Eleonora di Cabrera-Urgell    |  |  |       |  |  |                      |  |  |                      |  |
| Martino I d'Aragona    |                        | Costanza di Antillón       |                               |  |  |       |  |  |                      |  |  |                      |  |
|                        | Federico III d'Aragona | Pietro III d'Aragona       |                               |  |  |       |  |  |                      |  |  |                      |  |
|                        | Federico III d'Aragona | Pietro III d'Aragona       |                               |  |  |       |  |  |                      |  |  |                      |  |
|                        | Federico III d'Aragona | Costanza di Sicilia        |                               |  |  |       |  |  |                      |  |  |                      |  |
| Pietro II di Sicilia   | Federico III d'Aragona |                            |                               |  |  |       |  |  |                      |  |  |                      |  |
|                        |                        | Eleonora d'Angiò           | Carlo II d'Angiò              |  |  |       |  |  |                      |  |  |                      |  |
|                        |                        | Eleonora d'Angiò           | Carlo II d'Angiò              |  |  |       |  |  |                      |  |  |                      |  |
|                        |                        | Eleonora d'Angiò           | Maria Arpad d'Ungheria        |  |  |       |  |  |                      |  |  |                      |  |
| Eleonora di Sicilia    |                        | Eleonora d'Angiò           |                               |  |  |       |  |  |                      |  |  |                      |  |
|                        |                        | Ottone III del Tirolo      | Mainardo II di Tirolo-Gorizia |  |  |       |  |  |                      |  |  |                      |  |
|                        |                        | Ottone III del Tirolo      | Mainardo II di Tirolo-Gorizia |  |  |       |  |  |                      |  |  |                      |  |
|                        |                        | Ottone III del Tirolo      | Elisabetta di Wittelsbach     |  |  |       |  |  |                      |  |  |                      |  |
| Elisabetta di Carinzia |                        | Ottone III del Tirolo      |                               |  |  |       |  |  |                      |  |  |                      |  |
|                        |                        | Eufemia di Slesia-Liegnitz | Enrico V di Legnica           |  |  |       |  |  |                      |  |  |                      |  |
|                        |                        | Eufemia di Slesia-Liegnitz | Enrico V di Legnica           |  |  |       |  |  |                      |  |  |                      |  |
|                        |                        | Eufemia di Slesia-Liegnitz | Elisabetta di Kalisz          |  |  |       |  |  |                      |  |  |                      |  |
|                        |                        | Eufemia di Slesia-Liegnitz |                               |  |  |       |  |  |                      |  |  |                      |  |